# Lacellinopsis sacchari
Lacellinopsis sacchari är en svampart som beskrevs av Subram. 1953. Lacellinopsis sacchari ingår i släktet Lacellinopsis, divisionen sporsäcksvampar och riket svampar.   Inga underarter finns listade i Catalogue of Life.